# Neocoro
Il neocoro (in greco antico: νεώκορος?, neókoros; in latino neocorus) era un inserviente dei templi greci, inizialmente di basso rango (il nome viene dal greco νεώς, "tempio", e χορέω, "scopare"), poi divenuto un titolo onorifico, in particolare in età imperiale.
Il compito dei neocori era quello di custodire il tempio, tenerlo pulito, controllare che non vi avvenissero sacrilegi e conservare gli arredi sacri. Successivamente tale ruolo fu inserito nel culto ellenistico di Iside e Serapide e divenne costume di affidare tale ruolo a persone di elevato rango sociale, per fare fronte alle spese di culto relative ad arredi e feste religiose. Nel II e III secolo furono istituiti templi per il culto degli imperatori romani: era allora titolo di vanto l'essere nominati neocori del culto dell'imperatore, e tale onore era conferito ad alti ufficiali. In epoca imperiale ai neocori fu anche affidato il compito di spargere l'acqua lustrale sui fedeli che entravano nel tempio e sulle vivande impiegate per le mense degli imperatori. Persino intere città nell'est dell'impero ricevettero il titolo di Neokoros su monete e iscrizioni quando eressero un tempio per l'imperatore. Si arrivò in alcune province (come l'Asia) alla competizione tra le città, per ottenere più neokorie possibili.